# Muntanyes de la Zeugitana
Les muntanyes de la Zeugitana són les muntanyes de la part central i nord-est del dorsal tunisià. Van des del massís de Maktar al Djebel Zaghouan i Djebel Marchana, incloent el Djebel Serj, el Djebel Bargou i el Djebel Fkrine i a la part sud i sud-oriental el Djebel Mghila, el Djebel Ousselat i el Djebel Zabouss. Reben el seu nom de l'antiga província romana de Zeugitana o proconsular. La ciutat principal és Maktar.